# Coppa dei Campioni 1978-1979 (hockey su pista)
La Coppa dei Campioni 1978-1979 è stata la 14ª edizione della massima competizione europea di hockey su pista riservata alle squadre di club. Il torneo ha avuto inizio il 7 aprile e si è concluso il 14 luglio 1979.
Il titolo è stato conquistato dal Barcellona per la quarta volta nella sua storia, la seconda consecutiva.

## Squadre partecipanti
| Nazione        | Club          | Città            | Qualificazione                                                                 |
| -------------- | ------------- | ---------------- | ------------------------------------------------------------------------------ |
| Belgio         | Royal Sunday  | Bruxelles        | 1º nel campionato belga 1978, campione del Belgio                              |
| Francia        | La Vendéenne  | La Roche-sur-Yon | 1º nel campione francese 1978, campione di Francia                             |
| Germania Ovest | Remscheid     | Remscheid        | 1º nel campionato tedesco 1978, campione di Germania Ovest                     |
| Inghilterra    | Middlesbrough | Middlesbrough    | 1º in Roller Hockey Premier League nel 1978, campione d'Inghilterra            |
| Italia         | Trissino      | Trissino         | 1º in Serie A 1978, campione d'Italia                                          |
| Paesi Bassi    | Lichtstad     | Eindhoven        | 1º in 1ª Klasse 1978, campione dei Paesi Bassi                                 |
| Portogallo     | Sporting CP   | Lisbona          | 1º in 1ª Divisão 1978, campione del Portogallo                                 |
| Spagna         | Barcellona    | Barcellona       | Campione d'Europa in carica e 1º in División de Honor 1978, campione di Spagna |
| Spagna         | Reus Deportiu | Reus             | 3º in División de Honor 1978                                                   |
| Svizzera       | RS Zurigo     | Zurigo           | 1º in LNA 1978, campione di Svizzera                                           |

## Risultati

### Primo turno
| Squadra 1     | Totale  | Squadra 2    | Andata | Ritorno |
| ------------- | ------- | ------------ | ------ | ------- |
| Middlesbrough | 8 - 31  | La Vendéenne | 6 - 22 | 2 - 9   |
| Trissino      | 11 - 13 | Remscheid    | 5 - 6  | 6 - 7   |

### Quarti di finale
| Squadra 1     | Totale | Squadra 2   | Andata | Ritorno |
| ------------- | ------ | ----------- | ------ | ------- |
| La Vendéenne  | 7 - 21 | Barcellona  | 4 - 7  | 3 - 14  |
| Lichtstad     | 4 - 9  | Sporting CP | 2 - 2  | 2 - 5   |
| Reus Deportiu | 14 - 2 | Remscheid   | 11 - 0 | 3 - 2   |
| Royal Sunday  | 13 - 7 | RS Zurigo   | 9 - 1  | 4 - 6   |

### Semifinali
| Squadra 1    | Totale  | Squadra 2     | Andata | Ritorno |
| ------------ | ------- | ------------- | ------ | ------- |
| Royal Sunday | 5 - 14  | Reus Deportiu | 2 - 4  | 3 - 10  |
| Sporting CP  | 10 - 15 | Barcellona    | 5 - 10 | 5 - 5   |

### Finale
| Squadra 1     | Totale | Squadra 2  | Andata | Ritorno |
| ------------- | ------ | ---------- | ------ | ------- |
| Reus Deportiu | 5 - 7  | Barcellona | 3 - 1  | 2 - 6   |

#### Andata
| Reus 7 luglio 1979 | Reus Deportiu | 3 – 1 | Barcellona |  |

#### Ritorno
| Barcellona 14 luglio 1979 | Barcellona | 6 – 2 | Reus Deportiu | Palau Blaugrana |